# Echiodon rendahli
Echiodon rendahli är en fiskart som först beskrevs av Whitley, 1941.  Echiodon rendahli ingår i släktet Echiodon och familjen nålfiskar. Inga underarter finns listade i Catalogue of Life.